# 염화 카드뮴
염화 카드뮴(Cadmium chloride)은 카드뮴과 염화물의 백색 결정질 화합물로, 화학식은 CdCl2이다. 이 소금은 물에 잘 녹고 알코올에는 약간 녹는 흡습성 고체이다. 염화 카드뮴의 결정 구조(아래 '구조' 문단에서 설명)는 다른 결정 구조를 설명하기 위한 참조이다. 알려진 다른 것들로는 CdCl2·H2O 및 헤미페나수화물 CdCl2·2.5H2O가 있다.

## 구조

### 무수물
무수 카드뮴 염화물은 염화물 리간드와 연결된 팔면체 Cd2+ 중심으로 구성된 층 구조를 형성한다. 요오드화 카드뮴(CdI2)은 유사한 구조를 가지고 있지만 요오드화물 이온은 HCP 격자로 배열되는 반면, CdCl2의 염화물 이온은 CCP 격자로 배열된다.

### 수화물
무수물 형태는 공기 중의 수분을 흡수하여 다양한 수화물을 형성한다. 이들 수화물 중 3개는 엑스선결정학으로 조사되었다.